# Малоусинские нагорные сосняки и дубравы
Малоусинские нагорные сосняки и дубравы — памятник природы регионального значения, расположенный в Сызранском районе Самарской области.

## История

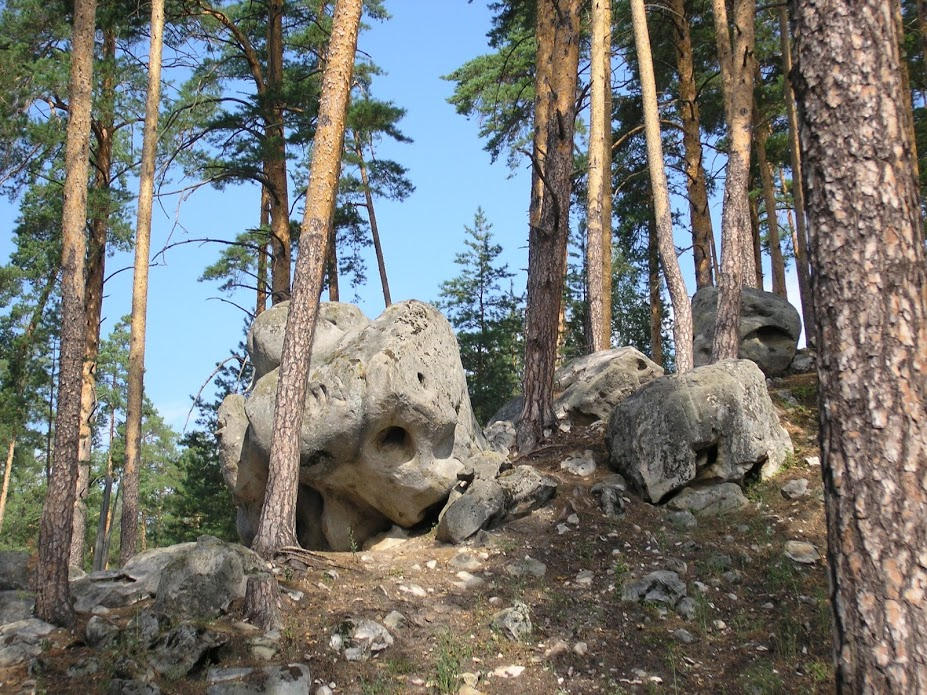
Валуны песчаника

Впервые охранный режим установлен 6 сентября 1979 года решением № 244 райисполкома Сызранского района, впоследствии подтвержден решением исполнительного комитета Куйбышевского областного Совета депутатов трудящихся № 201 от 14.06.1989 № 201. В дальнейшем охранный статус подтверждался ещё несколько раз, в том числе постановлением правительства Самарской области от 13 сентября 2013 года.
Создан для сохранения природных комплексов: ландшафта; древесной, кустарниковой и травянистой растительности; видового разнообразия флоры и фауны, редких и находящихся под угрозой исчезновения видов растений, животных и грибов. Памятник имеет ресурсоохранное, научное, эстетическое и рекреационное значение.
Местные жители называют эту местность «Рачейскими Альпами».

## Описание

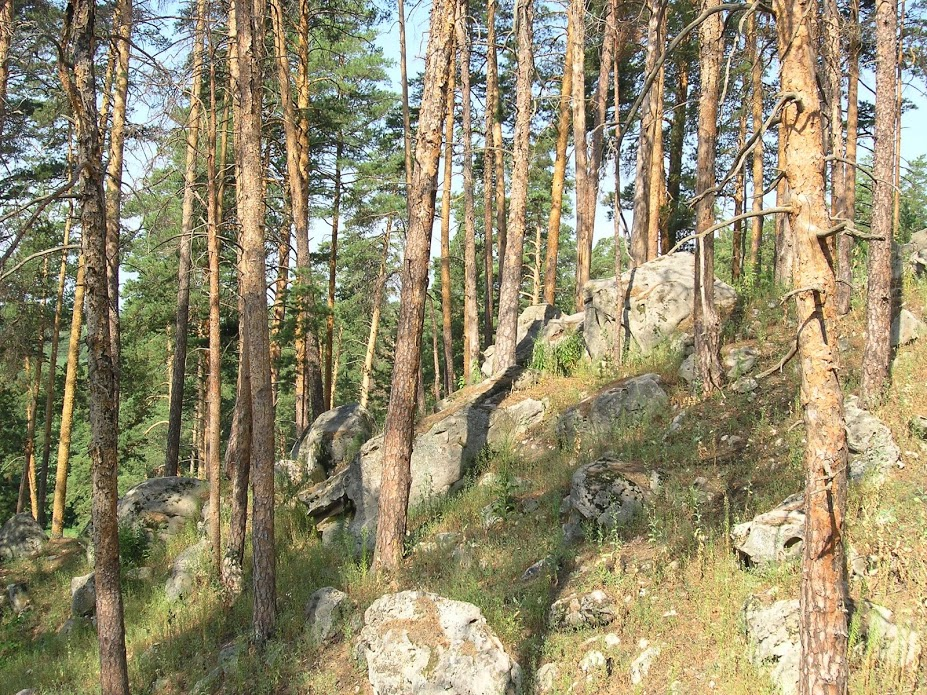
Склон Гремячинских высот

Памятник природы находится в 1 километре восточнее села Смолькино Сызранского района в верховьях реки Уса. Представляет собой живописную долину правого берега реки Усы и подъём на холмы, с абсолютной высотой до 315 метров (Гремячинские высоты). Песчаный склон холмов — это природный комплекс сосновых лесов на скальных обнажениях и валунах диаметром до 3 метров из песчаника палеоценового (саратовский = танетский век) времени. Валуны расположены по всему склону высот, характеризуются обтекаемыми сглаженными формами, часто испещрены множеством округлых углублений. Многие валуны за характерную форму получили персональные названия: Мыслитель, Ладья, Каменный Конь, Воин, Черепаха, Бегемот, Рачейский Сфинкс. Формирование облика валунов длится последние 20 миллионов лет. Их появление стало возможным благодаря тому, что отложения, по большей части представленные неоднородными по степени цементации зеленовато-серыми мелкозернистыми кварц-глауконитовыми и молочно-розовыми кварцевыми песчаниками, могут включать в себя плотные, темные, синевато-серые участки окремнения, не дающие выветриванию разрушить породу целиком.

## Флора

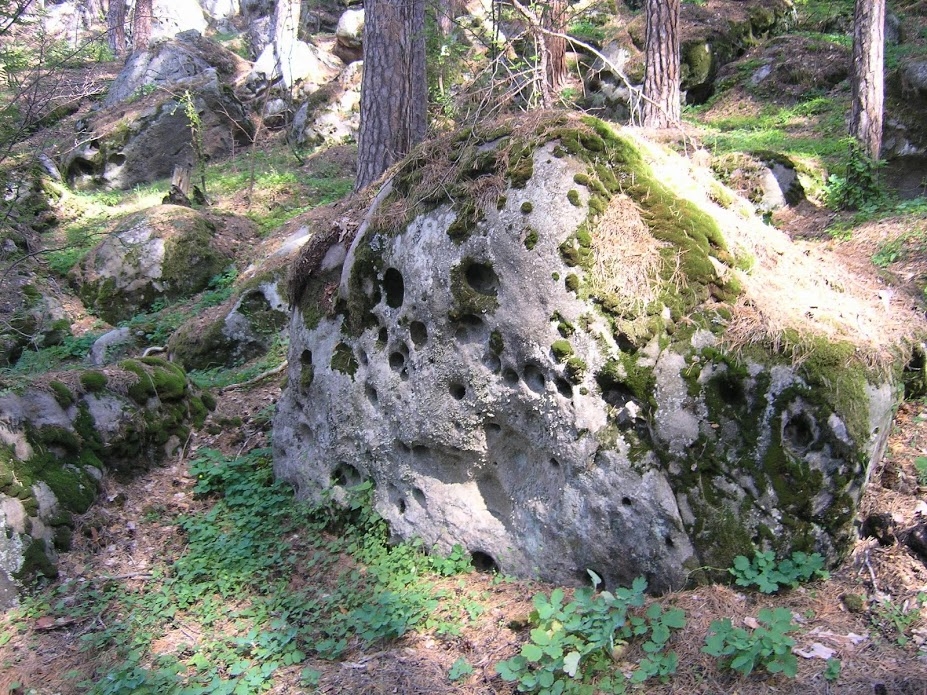
Валуны песчаника на территории памятника природы

Несмотря на относительно небольшую по площади территорию, благодаря горному типу ландшафта в памятнике встречается довольно большое число типов леса, включая сосновые и лиственные ассоциации, и ольху и вяз у побережья Усы. Это заметно влияет на биоразнообразие местности. Всего на территории памятника специалисты насчитывают 246 видов сосудистых растений, относящихся к 155 родам, 54 семействам и 2 отделам. Основными семействами (в сумме 41,4 % видов) являются астровые, злаки, мотыльковые, гвоздичные и яснотковые, что обычно характерно для более южных регионов, в частности, флоры Средиземноморья. В то же время семейство осоковых, обычно свидетельствующее о бореальности флоры, находится лишь на одиннадцатом месте по числу видов, несмотря на то, что памятник находится в центре лесных массивов.
На территории памятника произрастают такие редкие растения, занесённые в Красную книгу Самарской области, как гвоздика волжская (Dianthus volgicus), бессмертник песчаный, колокольчик волжский (Campanula wolgensis), чина чёрная (Lathyrus niger), желтоцвет (= адонис) весенний (Chrysocyathus vernalis), тонконог жестколистный, включённый также в Красные книги РСФСР и СССР.

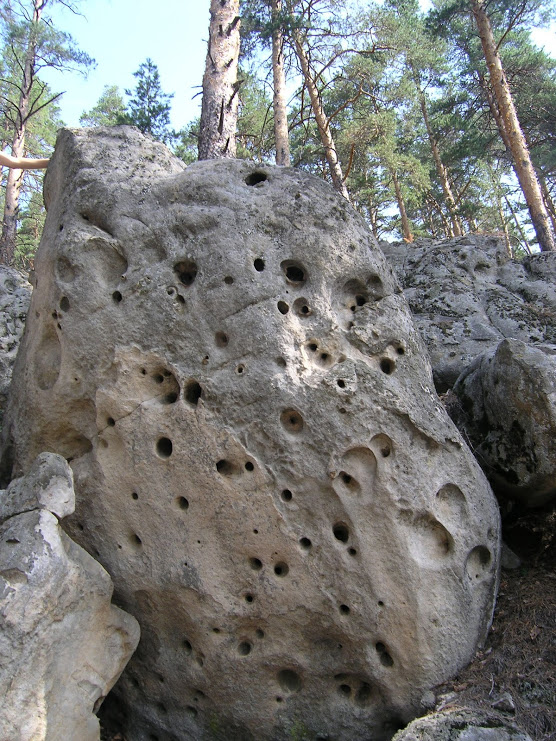
Валуны песчаника

К валунам из песчаника приурочены реликтовые скальные папоротники, в том числе: голокучник Роберта и многоножка обыкновенная, последний из которых не встречается в Заволжье, а в районе памятника природы находится его основная популяция.

## Фауна

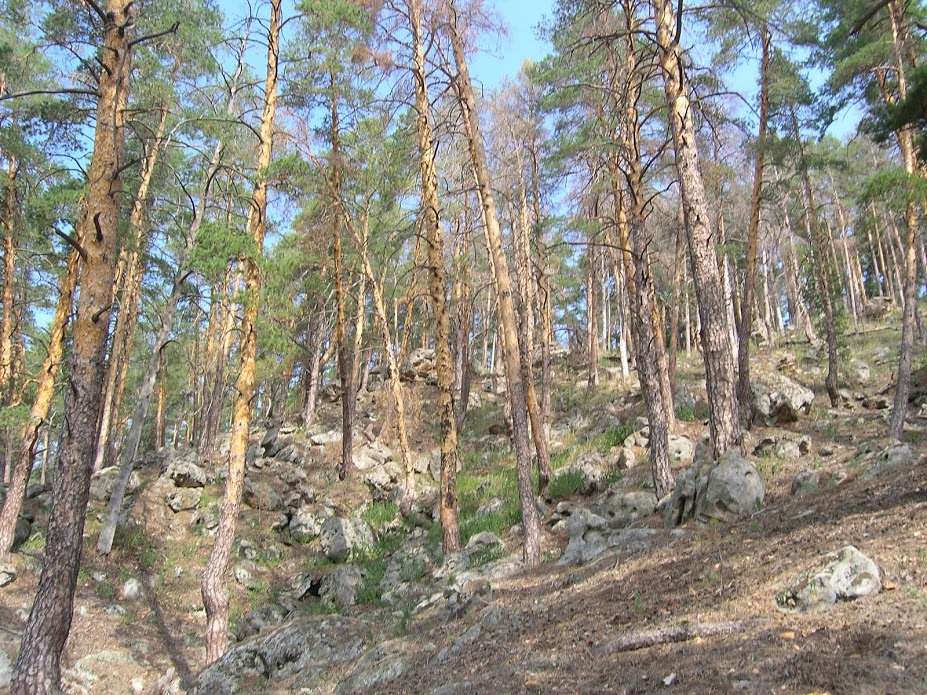
Сосняк

Место обитания краснокнижных бабочек парусников: аполлон и мнемозина.

## Исследования

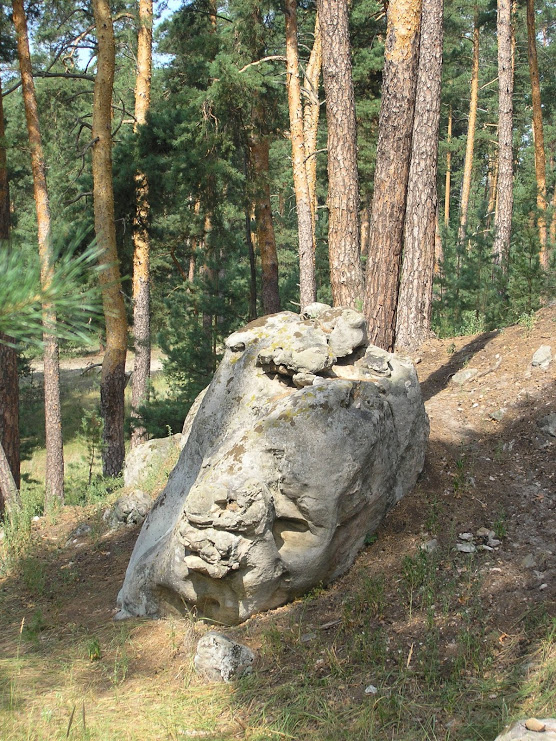
Валуны песчаника

Самарский областной историко-краеведческий музей имени П. В. Алабина установил ежегодный мониторинг территории памятника природы. Кроме того, памятник неоднократно становился объектом изучения экспедиций и других научных учреждений.

## Охранный статус
На территории памятника природы запрещены:
- проведение рубок лесных насаждений;
- заготовка гражданами древесины для собственных нужд;
- распашка земель и иные агротехнические и лесохозяйственные работы, связанные с нарушением целостности почвенного покрова;
- строительство и эксплуатация хозяйственных и жилых объектов, строительство зданий и сооружений, строительство магистральных автомобильных дорог, временных дорог, железных дорог, трубопроводов, линий электропередачи и других линий коммуникаций;
- устройство свалок, складирование и захоронение отходов;
- размещение летних лагерей скота, летних доек, мест водопоя скота;
- выпас скота;
- промысловая, любительская и спортивная охота, а также размещение и строительство охотохозяйственных объектов;
- заготовка недревесных лесных ресурсов, пищевых лесных ресурсов и сбор лекарственных растений;
- осуществление деятельности по выращиванию лесных плодовых, ягодных, декоративных растений, лекарственных растений, создание лесных плантаций и их эксплуатация;
- использование токсичных химических препаратов для охраны и защиты лесов и сельскохозяйственных угодий;
- складирование, хранение, перевалка, уничтожение пестицидов, агрохимикатов, химических препаратов иного назначения и горюче-смазочных материалов;
- разведка и добыча полезных ископаемых;
- сжигание порубочных остатков, пожнивных остатков на полях, иное использование огня в хозяйственных целях;
- передвижение транспорта вне дорог, за исключением передвижения, необходимого для обеспечения установленного режима памятника природы;
- устройство туристических стоянок, палаточных городков, кемпингов, устройство костровищ и разведение костров.

При условии ненанесения ущерба охраняемым природным комплексам разрешено:
- свободное посещение территории гражданами.
- применение нетоксичных средств борьбы с вредителями сельского и лесного хозяйства (феромонов, энтомофагов) при определенных условиях;
- использование в охотничьем хозяйстве территории памятника природы в качестве воспроизводственного участка;
- устройство экологических троп, проведение образовательных мероприятий.